# Naomi Visser
Naomi Visser (Papendrecht, 24 agosto 2001) è una ginnasta olandese, membro della Nazionale di ginnastica artistica femminile dei Paesi Bassi e vincitrice della medaglia di bronzo con la squadra agli Europei di Glasgow 2018 e di Antalya 2023.

## Carriera junior
Nel 2016 prende parte agli Europei di Berna, dove si qualifica per la finale al corpo libero e termina la gara in settima posizione.

## Carriera senior

### 2018
Nel 2018 partecipa agli Europei di Glasgow, dove aiuta la squadra olandese a vincere la medaglia di bronzo.
Ad ottobre viene convocata per i Campionati del mondo, dove prende parte alla finale all around terminandola in 14ª posizione

### 2019
Nel 2019 prende parte ai Campionati del mondo di Stoccarda, dove si qualifica sia per la finale a squadre che per la finale individuale, terminandole rispettivamente all'ottavo e ventitreesimo posto.

### 2021
Viene scelta per partecipare ai Campionati europei 2021. Si qualifica per la finale all around e termina la gara in nona posizione.